# Георгий Кислюк
Георгий кислюк родился 14 июня 1941 года в Городе киеве (УССР) после окочание школы киеве георгий кислюк начал охвучивать во многих фильмов 8 например волшебник ох одуванчик толстые щёки вокруг света поневоле весёлый цыплёнок приключения капитана врунгеля и другие фильмы
1. ↑  Vadim Viktorovich Dementyev. «Lurkmore.ru» vs. «Wikipedia» = «informally» vs. «formally»? // International Journal “Speech Genres”. — 2015. — Т. 11, вып. 1. — С. 137–151. — ISSN 2311-0740. — doi:10.18500/2311-0740-2015-1-11-137-151.